# Tornei di tennis femminili nel 1886
Prima della nascita del WTA Tour, ossia l'apertura alle tenniste professioniste dei tornei che prima di quell'anno erano riservati alle tenniste dilettanti, tutti gli eventi più importanti erano amatoriali, tra questi c'erano i tornei del Grande Slam: il Torneo di Wimbledon e gli U.S. National Championships.

## Gennaio
Nessun evento

## Febbraio
Nessun evento

## Marzo
Nessun evento

## Aprile
Nessun evento

## Maggio
| Settimana | Torneo                                                                        | Vincitore                                               | Finalista                           | Semifinalisti | Eliminati ai quarti |
| --------- | ----------------------------------------------------------------------------- | ------------------------------------------------------- | ----------------------------------- | ------------- | ------------------- |
| 15 maggio | New South Wales Championships 1886 Sydney, Australia Singolare - Doppio       | C. Greene 6-2                                           | Annie Lamb                          |               |                     |
| 15 maggio | New South Wales Championships 1886 Sydney, Australia Singolare - Doppio       | Annie Lamb C. Greene 6-1 6-4                            | Beatrice Metcalfe Eva Rodd          |               |                     |
| 15 maggio | New South Wales Championships 1886 Sydney, Australia Singolare - Doppio       | Doppio misto: LA Whyte Lillian Scott 6-1 6-5            | Eliza Fitzgerald Robert Fitzgerald  |               |                     |
| 22 maggio | West of Scotland Championships 1886 Glasgow, Gran Bretagna Singolare - Doppio | Jane Meikle 6-4 5-7 6-0                                 | Julia MacKenzie                     |               |                     |
| 22 maggio | West of Scotland Championships 1886 Glasgow, Gran Bretagna Singolare - Doppio |                                                         |                                     |               |                     |
| 22 maggio | West of Scotland Championships 1886 Glasgow, Gran Bretagna Singolare - Doppio | Doppio misto: Jane Meikle W.W. Chamberlain 6-1 6-2      | Julia MacKenzie John Galbraith Horn |               |                     |
| 29 maggio | Irish Championships 1886 Dublino, Irlanda Singolare - Doppio                  | May Langrishe 6-3 6-4                                   | Louisa Martin                       |               |                     |
| 29 maggio | Irish Championships 1886 Dublino, Irlanda Singolare - Doppio                  | Connie Butler Louisa Martin 6-3 6-4                     | Beatrice Langrishe May Langrishe    |               |                     |
| 29 maggio | Irish Championships 1886 Dublino, Irlanda Singolare - Doppio                  | Doppio misto: May Langrishe Eyre Chatterton 6-0 6-2 6-1 | Adela Langrishe Toler Garvey        |               |                     |

## Giugno
| Settimana                                              | Torneo                                                                           | Vincitore                                                    | Finalista                       | Semifinalisti | Eliminati ai quarti |
| ------------------------------------------------------ | -------------------------------------------------------------------------------- | ------------------------------------------------------------ | ------------------------------- | ------------- | ------------------- |
| 3 giugno                                               | West of England Championships 1886 Bath, Gran Bretagna Singolare - Doppio        | Lottie Dod 7-5 6-4                                           | Maud Watson                     |               |                     |
| 3 giugno                                               | West of England Championships 1886 Bath, Gran Bretagna Singolare - Doppio        | Ann Dod Lottie Dod 6-1 8-6                                   | G. Gibbs Edith Gurney           |               |                     |
| 3 giugno                                               | West of England Championships 1886 Bath, Gran Bretagna Singolare - Doppio        | Doppio misto: Margaret Bracewell William Renshaw 5-7 7-5 6-4 | Blanche Bingley James Dwight    |               |                     |
| 4 giugno                                               | Torneo di Whitehouse 1886 Edimburgo, Gran Bretagna Singolare - Doppio            | Jane Meikle 6-2 6-2                                          | Miss Meikle                     |               |                     |
| 4 giugno                                               | Torneo di Whitehouse 1886 Edimburgo, Gran Bretagna Singolare - Doppio            |                                                              |                                 |               |                     |
| 4 giugno                                               | Torneo di Whitehouse 1886 Edimburgo, Gran Bretagna Singolare - Doppio            | Doppio misto: J. Ferguson A. Steel 6-3 6-2                   | E. Ferguson W. Ferguson         |               |                     |
| 13 giugno                                              | Torneo di Cheltenham 1886 Cheltenham, Gran Bretagna Singolare - Doppio           | Louisa Martin 6-4 6-4                                        | Maud Watson                     |               |                     |
| 13 giugno                                              | Torneo di Cheltenham 1886 Cheltenham, Gran Bretagna Singolare - Doppio           | Blanche Bingley Margaret Bracewell 6-4 6-4                   | Miss Holden D. Patterson        |               |                     |
| 13 giugno                                              | Torneo di Cheltenham 1886 Cheltenham, Gran Bretagna Singolare - Doppio           | Doppio misto: Margaret Bracewell William Renshaw 6-4 6-4     | Blanche Bingley James Dwight    |               |                     |
| 16 giugno                                              | Welsh Championships 1886 Penarth, Gran Bretagna Singolare - Doppio               | L. Browne 4-6 6-1 6-3                                        | L.C. Stephens                   |               |                     |
| 16 giugno                                              | Welsh Championships 1886 Penarth, Gran Bretagna Singolare - Doppio               |                                                              |                                 |               |                     |
| 19 giugno                                              | Scottish Championships 1886 Edimburgo, Gran Bretagna Singolare - Doppio          | Mabel Boulton 3-6 6-0 6-2 4-6 6-2                            | Julia MacKenzie                 |               |                     |
| 19 giugno                                              | Scottish Championships 1886 Edimburgo, Gran Bretagna Singolare - Doppio          |                                                              |                                 |               |                     |
| 19 giugno                                              | London Athletic Club Championships 1886 Londra, Gran Bretagna Singolare - Doppio | Blanche Bingley 6-1 6-1                                      | Edith Davies                    |               |                     |
| 19 giugno                                              | London Athletic Club Championships 1886 Londra, Gran Bretagna Singolare - Doppio |                                                              |                                 |               |                     |
| 24 giugno                                              | Badsworth Hunt Tournament 1886 Badsworth Hunt, Gran Bretagna Singolare - Doppio  | Beatrice Wood 6-0 6-0                                        | Miss Smith                      |               |                     |
| 24 giugno                                              | Badsworth Hunt Tournament 1886 Badsworth Hunt, Gran Bretagna Singolare - Doppio  |                                                              |                                 |               |                     |
|                                                        | Torneo di Redhill 1886 Redhill, Gran Bretagna Singolare - Doppio                 | J. Wray 6-1 6-2                                              | Miss Wing                       |               |                     |
|                                                        | Torneo di Redhill 1886 Redhill, Gran Bretagna Singolare - Doppio                 |                                                              |                                 |               |                     |
| Doppio misto: Miss Cobbold Harold S. Stone 5-6 6-5 6-4 | Torneo di Redhill 1886 Redhill, Gran Bretagna Singolare - Doppio                 | J. Wray William C. Taylor                                    |                                 |               |                     |
| 26 giugno                                              | Clifton Lawn Tennis Tournament 1886 Bristol, Gran Bretagna Singolare - Doppio    | Beatrice Langrishe 6-2 7-5                                   | N Pope                          |               |                     |
| 26 giugno                                              | Clifton Lawn Tennis Tournament 1886 Bristol, Gran Bretagna Singolare - Doppio    |                                                              |                                 |               |                     |
| 26 giugno                                              | Clifton Lawn Tennis Tournament 1886 Bristol, Gran Bretagna Singolare - Doppio    | Doppio misto: N Pope James Baldwin 8-6 6-4                   | Mrs W Hill John Charles Kay     |               |                     |
| 26 giugno                                              | Torneo di Warriston Park 1886 Edimburgo, Gran Bretagna Singolare - Doppio        | Jane Meikle 5-7 6-1 6-1                                      | Mabel Boulton                   |               |                     |
| 26 giugno                                              | Torneo di Warriston Park 1886 Edimburgo, Gran Bretagna Singolare - Doppio        |                                                              |                                 |               |                     |
| 26 giugno                                              | Torneo di Warriston Park 1886 Edimburgo, Gran Bretagna Singolare - Doppio        | Doppio misto: Jane Meikle J.P. Smythe 5-7 6-2 6-2            | Mabel Boulton Richard M. Watson |               |                     |
| 26 giugno                                              | Northern Championships 1886 Liverpool, Gran Bretagna Singolare - Doppio          | Maud Watson 7-5 6-3                                          | Lottie Dod                      |               |                     |
| 26 giugno                                              | Northern Championships 1886 Liverpool, Gran Bretagna Singolare - Doppio          | Ann Dod Lottie Dod 6-2 6-1                                   | Miss Cliff May Langrishe        |               |                     |
| 26 giugno                                              | Northern Championships 1886 Liverpool, Gran Bretagna Singolare - Doppio          | Doppio misto: Margaret Bracewell William Renshaw 3-6 6-2 6-3 | Lottie Dod Harry Grove          |               |                     |

## Luglio
| Settimana                               | Torneo                                                                                              | Vincitore                                                            | Finalista                           | Semifinalisti | Eliminati ai quarti |
| --------------------------------------- | --------------------------------------------------------------------------------------------------- | -------------------------------------------------------------------- | ----------------------------------- | ------------- | ------------------- |
| 2 luglio                                | Edgbaston Croquet and Lawn Tennis Club Tournament 1886 Birmingham, Gran Bretagna Singolare - Doppio | Blanche Bingley 6-2, 6-2                                             | Lillian Watson                      |               |                     |
| 2 luglio                                | Edgbaston Croquet and Lawn Tennis Club Tournament 1886 Birmingham, Gran Bretagna Singolare - Doppio |                                                                      |                                     |               |                     |
| 3 luglio                                | Torneo di Stafford 1886 Stafford, Gran Bretagna Singolare - Doppio                                  | Miss Noon 2-6 6-4 6-2                                                | B. Noon                             |               |                     |
| 3 luglio                                | Torneo di Stafford 1886 Stafford, Gran Bretagna Singolare - Doppio                                  | Miss Noon Mrs F. Watts 6-5 6-2                                       | H. Underhill L. Underhill           |               |                     |
| 3 luglio                                | Torneo di Stafford 1886 Stafford, Gran Bretagna Singolare - Doppio                                  | Doppio misto: Mrs F. Watts F. S. Moon                                | E. Noon Conway Morgan               |               |                     |
| 12 luglio                               | Torneo di Chapel Allerton 1886 Chapel Allerton, Gran Bretagna Singolare - Doppio                    | L. Moir 6-3 5-6 6-5                                                  | Miss Tannett                        |               |                     |
| 12 luglio                               | Torneo di Chapel Allerton 1886 Chapel Allerton, Gran Bretagna Singolare - Doppio                    |                                                                      |                                     |               |                     |
| 12 luglio                               | Torneo di Chapel Allerton 1886 Chapel Allerton, Gran Bretagna Singolare - Doppio                    | Doppio misto: Miss Wood A. Meysey-Thompson 6-5 6-2                   | Mrs Carpenter C. Palmer             |               |                     |
|                                         | Torneo di Ilkley 1886 Ilkley, Gran Bretagna Singolare - Doppio                                      | Beatrice Wood 3-6, 6-5, 6-0                                          | Miss Moir                           |               |                     |
|                                         | Torneo di Ilkley 1886 Ilkley, Gran Bretagna Singolare - Doppio                                      |                                                                      |                                     |               |                     |
| Doppio misto: H.W. Heaton Miss Moir 6-2 | Torneo di Ilkley 1886 Ilkley, Gran Bretagna Singolare - Doppio                                      | A. Mallinson Miss Wedderburn                                         |                                     |               |                     |
| 16 luglio                               | Torneo di Chiswick Park 1886 Londra, Gran Bretagna Singolare - Doppio                               | Torneo non disputato                                                 |                                     |               |                     |
| 16 luglio                               | Torneo di Chiswick Park 1886 Londra, Gran Bretagna Singolare - Doppio                               | Blanche Bingley Mrs Field Miss Douglas Miss Mardall Titolo condiviso |                                     |               |                     |
| 16 luglio                               | Torneo di Chiswick Park 1886 Londra, Gran Bretagna Singolare - Doppio                               | Doppio misto: Blanche Bingley William Renshaw 7-5 6-2                | May Jacks William C. Taylor         |               |                     |
| 17 luglio                               | Torneo di Wimbledon 1886 Londra, Gran Bretagna Singolare                                            | Blanche Bingley 6-3, 6-3                                             | Maud Watson                         |               |                     |
| 22 luglio                               | Torneo di Taunton 1886 Taunton, Gran Bretagna Singolare - Doppio                                    | N. Pope 6-1 6-2                                                      | Alice Bagnall-Wild                  |               |                     |
| 22 luglio                               | Torneo di Taunton 1886 Taunton, Gran Bretagna Singolare - Doppio                                    | Alice Bagnall-Wild N. Pope 6-2 6-0                                   | Miss Escott Miss Gilling-Lax        |               |                     |
| 24 luglio                               | Kilkenny County and City Tournament 1886 Kilkenny, Gran Bretagna Singolare - Doppio                 | Mabel Cahill 7-5 6-2 6-4                                             | Beatrice Langrishe                  |               |                     |
| 24 luglio                               | Kilkenny County and City Tournament 1886 Kilkenny, Gran Bretagna Singolare - Doppio                 |                                                                      |                                     |               |                     |
| 24 luglio                               | Ealing Lawn Tennis Club Tournament 1886 Ealing, Gran Bretagna Singolare - Doppio                    | Charlotte Cooper 6-4 5-7 6-4                                         | A. Brown                            |               |                     |
| 24 luglio                               | Ealing Lawn Tennis Club Tournament 1886 Ealing, Gran Bretagna Singolare - Doppio                    |                                                                      |                                     |               |                     |
| 24 luglio                               | Torneo di Leicester 1886 Leicester, Gran Bretagna Singolare - Doppio                                | Agnes Watts Florence Noon titolo condiviso                           |                                     |               |                     |
| 24 luglio                               | Torneo di Leicester 1886 Leicester, Gran Bretagna Singolare - Doppio                                | Florence Mardall Agnes Watts 6-2 6-0                                 | Miss Lorrimer Miss Snook            |               |                     |
| 24 luglio                               | Torneo di Leicester 1886 Leicester, Gran Bretagna Singolare - Doppio                                | Doppio misto: Florence Noon Frank Noon 6-3 6-2                       | Florence Mardall William N. Cobbold |               |                     |
| 28 luglio                               | Torneo di Leamington 1886 Leamington, Gran Bretagna Singolare - Doppio                              |                                                                      |                                     |               |                     |
| 28 luglio                               | Torneo di Leamington 1886 Leamington, Gran Bretagna Singolare - Doppio                              |                                                                      |                                     |               |                     |
| 28 luglio                               | Torneo di Leamington 1886 Leamington, Gran Bretagna Singolare - Doppio                              | Doppio misto: Mrs Hornby Charles Ross 6-2 6-3                        | Gertrude Mellersh Thomas Mellersh   |               |                     |
| 31 luglio                               | Kent County Championships 1886 Blackheath, Gran Bretagna Singolare - Doppio                         |                                                                      |                                     |               |                     |
| 31 luglio                               | Kent County Championships 1886 Blackheath, Gran Bretagna Singolare - Doppio                         |                                                                      |                                     |               |                     |

## Agosto
| Settimana | Torneo                                                                            | Vincitore                                                  | Finalista                         | Semifinalisti | Eliminati ai quarti |
| --------- | --------------------------------------------------------------------------------- | ---------------------------------------------------------- | --------------------------------- | ------------- | ------------------- |
| agosto    | East of England Championships 1886 Felixstowe, Gran Bretagna Singolare - Doppio   | A. Ridley 6-1 6-5                                          | Helen Kersey                      |               |                     |
| agosto    | East of England Championships 1886 Felixstowe, Gran Bretagna Singolare - Doppio   |                                                            |                                   |               |                     |
| 6 agosto  | Torneo di Darlington 1886 Darlington, Gran Bretagna Singolare - Doppio            | Florence Stanuell 6-2 6-2                                  | Beatrice Wood                     |               |                     |
| 6 agosto  | Torneo di Darlington 1886 Darlington, Gran Bretagna Singolare - Doppio            | Connie Butler Florence Stanuell 6-4 6-3                    | Miss Langley Miss Surtees         |               |                     |
| 6 agosto  | Torneo di Darlington 1886 Darlington, Gran Bretagna Singolare - Doppio            | Doppio misto: Florence Stanuell Patrick Bowes-Lyon 6-1 7-5 | Connie Butler John Galbraith Horn |               |                     |
| 7 agosto  | Torneo di Exmouth 1886 Exmouth, Gran Bretagna Singolare - Doppio                  | Maud Watson 7-5 0-6 6-3                                    | Blanche Bingley                   |               |                     |
| 7 agosto  | Torneo di Exmouth 1886 Exmouth, Gran Bretagna Singolare - Doppio                  |                                                            |                                   |               |                     |
| 7 agosto  | Torneo di Exmouth 1886 Exmouth, Gran Bretagna Singolare - Doppio                  | Doppio misto: Blanche Bingley William Renshaw 5-7 7-5 8-6  | Maud Watson John Deykin           |               |                     |
| 9 agosto  | Torneo di Teignmouth 1886 Teignmouth, Gran Bretagna Singolare - Doppio            |                                                            |                                   |               |                     |
| 9 agosto  | Torneo di Teignmouth 1886 Teignmouth, Gran Bretagna Singolare - Doppio            |                                                            |                                   |               |                     |
| 9 agosto  | Torneo di Teignmouth 1886 Teignmouth, Gran Bretagna Singolare - Doppio            | Doppio misto: Lillian Watson John Deykin 6-1 6-4           | J. Wray C.E. Pine-Coffin          |               |                     |
| 11 agosto | Torneo di East Grinstead 1886 East Grinstead, Gran Bretagna Singolare - Doppio    | Miss Cobbold 3-6 6-1 6-1                                   | May Jacks                         |               |                     |
| 11 agosto | Torneo di East Grinstead 1886 East Grinstead, Gran Bretagna Singolare - Doppio    | Miss Arbuthnot Miss Cobbold 6-4 6-3                        | Miss Bird Miss Saint-Clair        |               |                     |
| 11 agosto | Torneo di East Grinstead 1886 East Grinstead, Gran Bretagna Singolare - Doppio    | Doppio misto: Miss Cobbold William N. Cobbold 6-2 6-0      | May Jacks Herbert Yockney         |               |                     |
| 14 agosto | North of England Championships 1886 Scarborough, Gran Bretagna Singolare - Doppio | Margaret Bracewell 6-4 8-6                                 | M. Boulton                        |               |                     |
| 14 agosto | North of England Championships 1886 Scarborough, Gran Bretagna Singolare - Doppio | Margaret Bracewell Miss Mardall 8-6 4-6 6-4                | E. Atkinson E. Rawlinson          |               |                     |
| 14 agosto | North of England Championships 1886 Scarborough, Gran Bretagna Singolare - Doppio | Doppio misto: Margaret Bracewell Harry Grove 6-0 6-3       | Mrs Hill J.H. Aitken              |               |                     |
| 21 agosto | Torneo di Tenby 1886 Tenby, Gran Bretagna Singolare - Doppio                      | K. Hill 6-4 6-3                                            | M. Agg                            |               |                     |
| 21 agosto | Torneo di Tenby 1886 Tenby, Gran Bretagna Singolare - Doppio                      | M. Agg B. Henry 6-2 6-2                                    | V. Hardy C. Jones                 |               |                     |
| 21 agosto | Torneo di Tenby 1886 Tenby, Gran Bretagna Singolare - Doppio                      | Doppio misto: M. Agg James Baldwin 6-3 6-3                 | C. Jones E.W. David               |               |                     |
| 21 agosto | Torneo di Harrogate 1886 Harrogate, Gran Bretagna Singolare - Doppio              | Margaret Bracewell 5-7 8-6 3-0 ritiro                      | Mabel Boulton                     |               |                     |
| 21 agosto | Torneo di Harrogate 1886 Harrogate, Gran Bretagna Singolare - Doppio              | Margaret Bracewell Florence Mardall 6-2 6-1                | E. Atkinson Ella Rawlinson        |               |                     |
| 21 agosto | Torneo di Harrogate 1886 Harrogate, Gran Bretagna Singolare - Doppio              | Doppio misto: Mabel Boulton B. Hartley 6-4 6-4             | Mrs W Hill John Galbraith Horn    |               |                     |
| 28 agosto | Derbyshire Championships 1886 Buxton, Gran Bretagna Singolare - Doppio            | Louisa Martin 6-3 6-0                                      | May Langrishe                     |               |                     |
| 28 agosto | Derbyshire Championships 1886 Buxton, Gran Bretagna Singolare - Doppio            | Lottie Dod May Langrishe 6-2 7-5                           | Louisa Martin Florence Stanuell   |               |                     |
| 28 agosto | Derbyshire Championships 1886 Buxton, Gran Bretagna Singolare - Doppio            | Doppio misto: Louisa Martin Tom Campion 6-3 4-6 6-2        | Miss Noon P. B. Brown             |               |                     |
| 30 agosto | Torneo di Whitby 1886 Whitby, Gran Bretagna Singolare - Doppio                    | G. Walters walkover                                        | Beatrice Wood                     |               |                     |
| 30 agosto | Torneo di Whitby 1886 Whitby, Gran Bretagna Singolare - Doppio                    | A. Walters G. Walters 6-2 6-2                              | Miss Wilkins E. Wilkins           |               |                     |
| 30 agosto | Torneo di Whitby 1886 Whitby, Gran Bretagna Singolare - Doppio                    | Doppio misto: Mabel Hartley George E. Brewerton 6-4 6-3    | L. Cheetham Arthur G. Pease       |               |                     |

## Settembre
| Settimana   | Torneo                                                                           | Vincitore                  | Finalista       | Semifinalisti | Eliminati ai quarti |
| ----------- | -------------------------------------------------------------------------------- | -------------------------- | --------------- | ------------- | ------------------- |
| 7 settembre | South of England Championships 1886 Eastbourne, Gran Bretagna Singolare - Doppio | Margaret Bracewell 6-1 6-3 | Blanche Bingley |               |                     |
| 7 settembre | South of England Championships 1886 Eastbourne, Gran Bretagna Singolare - Doppio |                            |                 |               |                     |

## Ottobre
| Settimana  | Torneo                                                               | Vincitore                     | Finalista                 | Semifinalisti | Eliminati ai quarti |
| ---------- | -------------------------------------------------------------------- | ----------------------------- | ------------------------- | ------------- | ------------------- |
| 29 ottobre | Victorian Championships 1886 Melbourne, Australia Singolare - Doppio | C. Greene 6-1 6-1             | M. Mayne                  |               |                     |
| 29 ottobre | Victorian Championships 1886 Melbourne, Australia Singolare - Doppio | Miss Mayne Mabel Shaw 6-1 6-0 | Miss Barnard Miss Brunton |               |                     |

## Novembre
Nessun evento

## Dicembre
| Settimana   | Torneo                                                                  | Vincitore                                       | Finalista                  | Semifinalisti | Eliminati ai quarti |
| ----------- | ----------------------------------------------------------------------- | ----------------------------------------------- | -------------------------- | ------------- | ------------------- |
| 30 dicembre | New Zealand Championships 1886 Napier, Nuova Zelanda Singolare - Doppio | Sarah Lance 6-2 3-6 6-1                         | Hilda Hitchings            |               |                     |
| 30 dicembre | New Zealand Championships 1886 Napier, Nuova Zelanda Singolare - Doppio | Sarah Lance Mrs G Way 6-1 6-4                   | Miss Hannin Miss Cotterill |               |                     |
| 30 dicembre | New Zealand Championships 1886 Napier, Nuova Zelanda Singolare - Doppio | Doppio misto: Hilda Hitchings EP Hudson 6-3 6-1 | Sarah Lance HB Williams    |               |                     |

## Senza data
| Settimana | Torneo                                                                          | Vincitore           | Finalista | Semifinalisti | Eliminati ai quarti |
| --------- | ------------------------------------------------------------------------------- | ------------------- | --------- | ------------- | ------------------- |
|           | Natal Championships 1884 Pietermaritzburg, Colonia del Natal Singolare - Doppio | Mabel Grant 6-3 6-2 | L. Button |               |                     |
|           | Natal Championships 1884 Pietermaritzburg, Colonia del Natal Singolare - Doppio |                     |           |               |                     |